# Герб Куп'янського району
Герб Ку́п'янського райо́ну — офіційний символ територіальної громади Куп'янського району Харківської області. Затверджений 29 грудня 2009 р. рішенням сесії Куп'янської районної ради.

## Опис
Щит перетятий. На першому зеленому полі золотий ріг достатку і кадуцей в косий хрест. На другому золотому бабак природного кольору. Щит увінчаний фрагментом шестерні та крилатим колесом — символом залізниці, й обрамовано вінком із дубового листя з правого і хлібних колосків із лівого боку, обвитим синьо-білою стрічкою.

## Використання герба
Герб району може розміщуватися на будинках та в приміщеннях районної ради, районної державної адміністрації, органів державної виконавчої влади та місцевого самоврядування.
Також герб району може розташовуватися на архітектурних спорудах й користуватися в святкових оформленнях, при виготовленні друкованої рекламно-сувенірної продукції, зображатись на бланках ділових паперів підприємств, закладів, організацій.
Використання зображення герба здійснюється за умови отримання дозволу, який видається головою районної ради або головою районної державної адміністрації. Дозвіл або письмова відмова з визначенням її причини видається протягом одного місяця з моменту подання заяви. Термін дії дозволу — 1 рік. Після закінчення терміну дії необхідно отримати дозвіл на наступний період.